# Биљна ткива
Ткива су скупови ћелија које имају исто порекло, обављају исту функцију и имају сличну грађу. Од када је установљена целуларна организација биљака и постојање ткива код њих, почело се са класификовањем биљних ткива. На основу диференцираности ћелија у организму васкуларних биљака се разликују две основне групе ткива:
- тотипотентна творна ткива и
- диференцирана трајна ткива

## Творна ткива (меристеми)
Творна ткива граде ћелије које имају способност да се непрекидно деле и од њих настају и развијају се сва остала трајна ткива.

## Трајна ткива
Трајна ткива су изграђене од ћелија које врше одређену функцију, а трајно су или делимично изгубиле способност деобе. Нека од трајних ткива могу поново стећи способност деобе и на тај начин од њих постају секундарни меристеми. Ћелије ових ткива су крупније од меристемских и имају веће вакуоле (најчешће је то, код потпуно диференцираних, старијих ћелија једна крупна, централно постављена вакуола).
Зависно од функције коју врше, трајна ткива су подељена на:
- површинска
- основна
- механичка
- проводна
- жлездана

### Покорична ткива
Покорична (површинска) ткива се налазе на површини свих биљних органа. Припадају сложеним ткивима јер се састоје из различитих врста ћелија.

### Паренхимска (основна) ткива
Паренхимска ткива називају се и основна зато што су сва остала ткива, изузев покровних, уроњена у њих, односно чине основну масу биљног тела.

### Механичка ткива
Ћелије механичког ткива су тесно међусобно спојене и имају дебеле целулозне зидове са малобројним и ситним порама, па дају чврстину биљци. Механички елементи су у биљним органима специфично распоређени тако да се уз најмањи утрошак материјала обезбеђују највећа могућа чврстоћа.

### Проводна ткива
Проводно ткиво је специјализовано за провођење материја кроз биљку.
Разликују се две врсте овог ткива:
- ксилем и
- флоем.

### Секреторна ткива
Ћелије жлезданих ткива стварају и излучују различите секрете. Секрети су производи метаболизма који биљни организам излучује споља или сакупља у свом телу.